# World Fantasy Award
World Fantasy Award – nagroda za wybitne osiągnięcia na polu fantasy, przyznawana  corocznie od 1975 roku na konwencie World Fantasy Convention. Nagrodę przyznaje, zmieniające się corocznie, jury.
Pierwszy konwent odbył się w rodzinnym mieście H.P. Lovecrafta, Providence. Także statuetka, którą otrzymywały nagrodzone osoby przedstawiała popiersie pisarza (stąd zwana była potocznie „Howardem”). Na skutek zarzutów co do rasistowskich poglądów pisarza statuetkę zmieniono, od 2016 r. przedstawia ona drzewo i księżyc w pełni.
Nagrody przyznaje się w kategoriach:
- Literackie:
  - powieść (Novel)
  - opowiadanie (Novella – 10001 do 40000 słów)
  - miniatura literacka/krótka forma (Short story – poniżej 10000 słów)
  - antologia (Anthology – utwory wielu autorów)
  - kolekcja (Collection – utwory jednego autora)
- Plastyczna:
  - artysta (Artist)
- Specjalne za zasługi na polu fantasy:
  - nagroda specjalna dla profesjonalisty (Special Award–Professional)
  - nagroda specjalna dla nieprofesjonalisty (Special Award–Non-professional)
  - za bezcenny wkład do gatunku fantasy (Convention Award)
  - za osiągnięcie życia (Life Achievement)

Polskimi laureatami nagrody są: plastyk Jacek Yerka (1995) w kategorii „Artysta” i pisarz Andrzej Sapkowski (2016), który otrzymał ją w kategorii „Osiągnięcie życia” (głównie za Sagę o wiedźminie).
W 1991 roku nagrodę dostał komiks Neila Gaimana Sandman, był to jedyny taki przypadek w historii ponieważ później zmieniono zasady aby żaden komiks nie mógł już jej dostać.

## Laureaci

### 2024
- Powieść: 
  - Tananarive Due(inne języki) The Reformatory
- Opowiadanie: 
  - Josh Malerman(inne języki) Half the House Is Haunted
- Krótka forma: 
  - Nghi Vo(inne języki) Silk and Cotton and Linen and Blood
- Antologia: 
  - Jonathan Strahan(inne języki) (red.) The Book of Witches
- Zbiór: 
  - Premee Mohamed(inne języki) No One Will Come Back for Us and Other Stories
- Artysta: 
  - Audrey Benjaminsen(inne języki)
- Osiągnięcie życia – Profesjonalista:
  - Liza Groen Trombi za Locusa
- Osiągnięcie życia – Nieprofesjonalista:
  - Lynne M. Thomas(inne języki) i Michael Damian Thomas(inne języki) za Uncanny Magazine(inne języki)

Źródło: Locus Magazine

### 2023
- Powieść: 
  - C.S.E. Cooney Saint Death’s Daughter
- Opowiadanie: 
  - Priya Sharma(inne języki) Pomegranates
- Krótka forma: 
  - Tananarive Due(inne języki) Incident at Bear Creek Lodge
- Antologia: 
  - Sheree Renée Thomas(inne języki), Oghenechovwe Donald Ekpeki(inne języki), Zelda Knight(inne języki) (red.) Africa Risen: A New Era of Speculative Fiction
- Zbiór: 
  - Tim Lebbon(inne języki) All Nightmare Long
- Artysta: 
  - Kinuko Y. Craft(inne języki)
- Osiągnięcie życia – Profesjonalista:
  - Matt Ottley(inne języki) za The Tree of Ecstasy and Unbearable Sadness
- Osiągnięcie życia – Nieprofesjonalista:
  - Michael Kelly za Undertow Publications

Źródło: Locus Magazine

### 2022
- Powieść: 
  - Tasha Suri Jaśminowy tron
- Opowiadanie: 
  - Premee Mohamed(inne języki) And What Can We Offer You Tonight
- Krótka forma: 
  - Lauren Ring (emet)
- Antologia: 
  - Oghenechovwe Donald Ekpeki(inne języki) The Year’s Best African Speculative Fiction (2021)
- Zbiór: 
  - Usman T. Malik(inne języki) Midnight Doorways: Fables from Pakistan
- Artysta: 
  - Tran Nguyen
- Osiągnięcie życia – Profesjonalista:
  - Marjorie Liu(inne języki) i Sana Takeda(inne języki) za Monstress Volume Six: The Vow (Image Comics)
- Osiągnięcie życia – Nieprofesjonalista:
  - Tonia Ransom za podcast horror fiction Nightlight

Źródło: Locus Magazine

### 2021
- Powieść: 
  - Alaya Dawn Johnson(inne języki) Trouble the Saints
- Opowiadanie: 
  - Tochi Onyebuchi(inne języki) Riot Baby
- Krótka forma: 
  - Celeste Rita Baker Glass Bottle Dancer
- Osiągnięcie życia – Profesjonalista:
  - C.C. Finlay(inne języki) za redagowanie „The Magazine of Fantasy & Science Fiction”
- Osiągnięcie życia – Nieprofesjonalista:
  - Brian Attebery(inne języki) za redagowanie „Journal of the Fantastic in the Arts”
- Antologia: 
  - Ann i Jeff VanderMeer The Big Book of Modern Fantasy
- Zbiór: 
  - Aoko Matsuda Where the Wild Ladies Are
- Artysta: 
  - Rovina Cai(inne języki)

Źródło: Locus Magazine

### 2020
- Powieść: 
  - Kacen Callender(inne języki) Queen of the Conquered
- Opowiadanie: Emily Tesh Silver in the Wood
- Krótka forma: 
  - Maria Dahvana Headley(inne języki) Read After Burning
- Osiągnięcie życia: (ex aequo)
  - Karen Joy Fowler
  - Rowena Morrill: ilustrator

### 2019
- Powieść: 
  - C. L. Polk(inne języki) Witchmark
- Opowiadanie: Kij Johnson The Privilege of the Happy Ending
- Krótka forma: (ex aequo)
  - Emma Törzs Like a River Loves the Sky
  - Mel Kassel' Ten Deals with the Indigo Snake
- Osiągnięcie życia: (ex aequo)
  - Hayao Miyazaki: współtwórca Studia Ghibli
  - Jack Zipes(inne języki): Naukowiec, znawca baśni

### 2018
- Powieść: (ex aequo)
  - Victor LaValle The Changeling
  - Fonda Lee(inne języki) Jade City
- Opowiadanie: Ellen Klages(inne języki) Passing Strange
- Krótka forma: Natalia Theodoridou(inne języki) The Birding: A Fairy Tale
- Osiągnięcie życia: (ex aequo)
  - Charles de Lint: cykl Newford
  - Elizabeth Wollheim(inne języki): Prezes i wydawca DAW Books

### 2017
- Powieść: Claire North Mam na imię Hope (The Sudden Appearance of Hope)
- Opowiadanie: Kij Johnson The Dream-Quest of Vellitt Boe
- Krótka forma: G.V. Anderson Das Steingeschöpf
- Osiągnięcie życia: (ex aequo)
  - Terry Brooks: cykl Shannara, cykl Magiczne Królestwo (Magic Kingdom of Landover)
  - Marina Warner(inne języki): Za prace badawcze i publikacje nt. baśni i mitów

### 2016
- Powieść: Anna Smaill(inne języki) The Chimes
- Opowiadanie: Kelly Barnhill The Unlicensed Magician
- Krótka forma: Alyssa Wong(inne języki) Hungry Daughters of Starving Mothers
- Osiągnięcie życia: (ex aequo)
  - David G. Hartwell(inne języki): The New York Review of Science Fiction (wydawca)
  - Andrzej Sapkowski: Saga o wiedźminie

### 2015
- Powieść: David Mitchell Czasomierze(inne języki) (The Bone Clocks)
- Opowiadanie: Daryl Gregory We Are All Completely Fine
- Krótka forma: Scott Nicolay(inne języki) Do You Like to Look at Monsters?
- Osiągnięcie życia: (ex aequo)
  - Ramsey Campbell To Wake the Dead, Alone with the Horrors
  - Sheri S. Tepper: The True Game, Beauty

### 2014
- Powieść: Sofia Samatar A Stranger in Olondria
- Opowiadanie: Andy Duncan(inne języki) i Ellen Klages(inne języki) Wakulla Springs
- Krótka forma: Caitlín R. Kiernan(inne języki) The Prayer of Ninety Cats
- Osiągnięcie życia: (ex aequo)
  - Ellen Datlow: Omni, Year’s Best Fantasy and Horror (wydawca)
  - Chelsea Quinn Yarbro(inne języki): The Palace, Ariosto

### 2013
- Powieść: G. Willow Wilson(inne języki) Alif the Unseen
- Opowiadanie: K.J. Parker Let Maps to Others
- Krótka forma: Gregory Norman Bossert(inne języki) The Telling
- Osiągnięcie życia: (ex aequo)
  - Susan Cooper: The Dark Is Rising, The Grey King
  - Tanith Lee: Demon Śmierci(inne języki) (Death's Master), The Birthgrave

### 2012
- Powieść: Lavie Tidhar Osama
- Opowiadanie: K.J. Parker A Small Price to Pay for Birdsong
- Krótka forma: Ken Liu Papierowa menażeria (The Paper Menagerie)
- Osiągnięcie życia: (ex aequo)
  - Alan Garner(inne języki): The Weirdstone of Brisingamen, The Owl Service
  - George R.R. Martin: Pieśń lodu i ognia (A Song of Ice and Fire), Piseczniki (Sandkings)

### 2011
- Powieść: Nnedi Okorafor Who Fears Death
- Opowiadanie: Elizabeth Hand The Maiden Flight of McCauley's Bellerophon
- Krótka forma: Joyce Carol Oates Fossil-Figures
- Osiągnięcie życia: (ex aequo)
  - Peter S. Beagle: Ostatni jednorożec (The Last Unicorn), Two Hearts (Dwa Serca)
  - Angélica Gorodischer(inne języki): Kalpa Imperial, Opus dos

### 2010
- Powieść: China Miéville Miasto i miasto (The City & the City)
- Opowiadanie: Margo Lanagan(inne języki) Sea-Hearts
- Krótka forma: Karen Joy Fowler The Pelican Bar
- Osiągnięcie życia: (ex aequo)
  - Brian Lumley: Nekroskop: Nekroskop (Necroscope), Bracia krwi (Blood Brothers)
  - Terry Pratchett: Kolor magii (The Colour of Magic), Mort
  - Peter Straub: Upiorna opowieść(inne języki) (Ghost Story), Talizman (The Talisman, razem ze Stephenem Kingiem)

### 2009
- Powieść: (ex aequo)
  - Jeffrey Ford The Shadow Year
  - Margo Lanagan(inne języki) Tender Morsels
- Opowiadanie: Richard Bowes(inne języki) If Angels Fight
- Krótka forma: Kij Johnson 26 Monkeys, Also the Abyss
- Osiągnięcie życia: (ex aequo)
  - Ellen Asher(inne języki): Science Fiction Book Club, New American Library (wydawca)
  - Jane Yolen: Owl Moon, Lost Girls

### 2008
- Powieść: Guy Gavriel Kay Ysabel
- Opowiadanie: Elizabeth Hand Illyria
- Krótka forma: Theodora Goss(inne języki) Singing of Mount Abora
- Osiągnięcie życia: (ex aequo)
  - Leo Dillon(inne języki) i Diane Dillon(inne języki): Why Mosquitoes Buzz in People’s Ears, Ashanti to Zulu (ilustracje)
  - Patricia A. McKillip: Harfista na wietrze(inne języki) (The Harpist in the Wind), Zapomniane bestie z Eldu(inne języki) (The Forgotten Beasts of Eld)

### 2007
- Powieść: Gene Wolfe Soldier of Sidon
- Opowiadanie: Jeffrey Ford Botch Town
- Krótka forma: M. Rickert(inne języki) Journey Into the Kingdom
- Osiągnięcie życia: (ex aequo)
  - Betty Ballantine(inne języki): współzałożycielka wydawnictw Bantam Books, Ballantine Books
  - Diana Wynne Jones: Howl's Moving Castle, Charmed Life

### 2006
- Powieść: Haruki Murakami Kafka nad morzem (Kafka on the Shore)
- Opowiadanie: Joe Hill Voluntary Committal
- Krótka forma: George Saunders CommComm
- Osiągnięcie życia: (ex aequo)
  - John Crowley: Małe, duże (Little, Big), Great Work of Time
  - Stephen Fabian(inne języki): Dungeons & Dragons, Ladies & Legends (ilustracje)

### 2005
- Powieść: Susanna Clarke Jonathan Strange i pan Norrell (Jonathan Strange & Mr Norrell)
- Opowiadanie: Michael Shea(inne języki) The Growlimb
- Krótka forma: Margo Lanagan(inne języki) Singing My Sister Down
- Osiągnięcie życia: (ex aequo)
  - Tom Doherty: założyciel wydawnictwa Tor Books, wydawca Ace Books
  - Carol Emshwiller(inne języki): The Mount, The Start of the End of It All

### 2004
- Powieść: Jo Walton Tooth and Claw
- Opowiadanie: Greer Gilman(inne języki) A Crowd of Bone
- Krótka forma: Bruce Holland Rogers(inne języki) Don Ysidro
- Osiągnięcie życia: (ex aequo)
  - Stephen King: Mroczna Wieża I: Roland (The Dark Tower: The Gunslinger), To (It)
  - Gahan Wilson(inne języki): The Magazine of Fantasy & Science Fiction, The New Yorker (ilustracje)

### 2003
- Powieść: (ex aequo)
  - Graham Joyce The Facts of Life
  - Patricia A. McKillip Ombria in Shadow
- Opowiadanie: Zoran Živković The Library
- Krótka forma: Jeffrey Ford Creation
- Osiągnięcie życia: (ex aequo)
  - Lloyd Alexander: The Black Cauldron, The High King
  - Donald M. Grant(inne języki): założyciel Donald M. Grant Publisher, Centaur Press

### 2002
- Powieść: Ursula K. Le Guin Inny wiatr (The Other Wind)
- Opowiadanie: S.P. Somtow(inne języki) The Bird Catcher
- Krótka forma: Albert E. Cowdrey(inne języki) Queen for a Day
- Osiągnięcie życia: (ex aequo)
  - Forrest J Ackerman: Famous Monsters of Filmland (wydawca), agent literacki
  - George H. Scithers(inne języki): Weird Tales, Amra (wydawca)

### 2001
- Powieść: Tim Powers Declare
- Opowiadanie: Steve Rasnic Tem(inne języki) i Melanie Tem(inne języki) The Man on the Ceiling
- Krótka forma: Andy Duncan(inne języki) The Pottawatomie Giant
- Osiągnięcie życia: (ex aequo)
  - Frank Frazetta: Conan the Destroyer, Death Dealer (ilustrator)
  - Philip José Farmer: Hadon of Ancient Opar, Inside Outside

### 2000
- Powieść: Martin Scott(inne języki) Thraxas
- Opowiadanie:  (ex aequo)
  - Laurel Winter(inne języki): Sky Eyes
  - Jeff VanderMeer: The Transformation of Martin Lake
- Krótka forma: Ian R. MacLeod The Chop Girl
- Osiągnięcie życia: (ex aequo)
  - Marion Zimmer Bradley: cykle Mgły Avalonu (The Mists of Avalon), Darkover
  - Michael Moorcock: cykle Saga o Elryku (Elric of Melniboné), Corum (The Knight of Swords)

### 1999
- Powieść: Louise Erdrich(inne języki) The Antelope Wife
- Opowiadanie: Ian R. MacLeod The Summer Isles
- Krótka forma: Kelly Link The Specialist's Hat
- Osiągnięcie życia: Hugh B. Cave(inne języki): Murgunstrumm and Others, Death Stalks the Night

### 1998
- Powieść: Jeffrey Ford Fizjonomika (The Physiognomy)
- Opowiadanie: Richard Bowes(inne języki) Streetcar Dreams
- Krótka forma: P. D. Cacek(inne języki) Dust Motes
- Osiągnięcie życia: (ex aequo)
  - Edward L. Ferman(inne języki): The Magazine of Fantasy & Science Fiction, The Best from Fantasy and Science Fiction (wydawca)
  - Andre Norton: cykle Świat Czarownic, The Halfblood Chronicles

### 1997
- Powieść: Rachel Pollack Godmother Night
- Opowiadanie: Mark Helprin A City in Winter
- Krótka forma: James P. Blaylock(inne języki) Thirteen Phantasms
- Osiągnięcie życia: Madeleine L’Engle: A Wrinkle in Time, A Swiftly Tilting Planet

### 1996
- Powieść: Christopher Priest Prestiż(inne języki) (The Prestige)
- Opowiadanie: Michael Swanwick Radio Waves
- Krótka forma: Gwyneth Jones(inne języki) The Grass Princess
- Osiągnięcie życia: Gene Wolfe: cykl Księga Nowego Słońca (The Book of the New Sun), Żołnierz z Mgły(inne języki) (Soldier of the Mist)

### 1995
- Powieść: James Morrow Pióro Archanioła(inne języki) (Towing Jehovah)
- Opowiadanie: Elizabeth Hand Last Summer at Mars Hill
- Krótka forma: Stephen King The Man in the Black Suit
- Osiągnięcie życia: Ursula K. Le Guin: cykl Ziemiomorze (Earthsea), Wracać wciąż do domu (Always Coming Home)

### 1994
- Powieść: Lewis Shiner(inne języki) Glimpses
- Opowiadanie: Terry Lamsley Under the Crust
- Krótka forma: Fred Chappell(inne języki) The Lodger
- Osiągnięcie życia: Jack Williamson: Hocus Pocus Universe, Darker Than You Think

### 1993
- Powieść: Tim Powers Ostatnia odzywka (Last Call)
- Opowiadanie: Peter Straub Wioska duchów (The Ghost Village)
- Krótka forma: (ex aequo)
  - Joe Haldeman Groby (Graves)
  - Dan Simmons This Year’s Class Picture
- Osiągnięcie życia: Harlan Ellison: Ptak śmierci (Deathbird Stories), Mefisto in Onyx

### 1992
- Powieść: Robert R. McCammon Boy's Life
- Opowiadanie: Robert Holdstock i Garry Kilworth The Ragthorn
- Krótka forma: Fred Chappell(inne języki) The Somewhere Doors
- Osiągnięcie życia: Edd Cartier(inne języki): Unknown, Fantasy Press (ilustracje)

### 1991
- Powieść: (ex aequo)
  - James Morrow Jednorodzona córka(inne języki) (Only Begotten Daughter)
  - Ellen Kushner Thomas the Rhymer
- Opowiadanie: Pat Murphy Bones
- Krótka forma: Neil Gaiman i Charles Vess(inne języki) A Midsummer Night's Dream (jeden z zeszytów komiksu Sandman inspirowany dramatem Williama Szekspira)
- Osiągnięcie życia: Ray Russell(inne języki): The Bishop’s Daughter, The Devil's Mirror

### 1990
- Powieść: Jack Vance Madouc
- Opowiadanie: John Crowley Great Work of Time
- Krótka forma: Steven Millhauser(inne języki) The Illusionist
- Osiągnięcie życia: R.A. Lafferty: Serpent’s Egg, The Devil is Dead

### 1989
- Powieść: Peter Straub Koko
- Opowiadanie: George R.R. Martin The Skin Trade
- Krótka forma: John M. Ford(inne języki) Winter Solstice, Camelot Station
- Osiągnięcie życia: Evangeline Walton(inne języki): The Island of the Mighty, The Song of Rhiannon

### 1988
- Powieść: Ken Grimwood Powtórka(inne języki) (Replay)
- Opowiadanie: Ursula K. Le Guin Dziewczyny z Buffalo wyjdźcie dzisiejszej nocy (Buffalo Gals, Won't You Come Out Tonight)
- Krótka forma: Jonathan Carroll Friend's Best Man
- Osiągnięcie życia: Everett F. Bleiler(inne języki): Guide to Supernatural Fiction, A Treasury of Victorian Ghost Stories (wydawca)

### 1987
- Powieść: Patrick Süskind Pachnidło (Parfume)
- Opowiadanie: Orson Scott Card Hatrack River
- Krótka forma: David Schow(inne języki) Red Light
- Osiągnięcie życia: Jack Finney: The Body Snatchers, Marion's Wall

### 1986
- Powieść: Dan Simmons Pieśń bogini Kali(inne języki) (Song of Kali)
- Opowiadanie: T.E.D. Klein(inne języki) Nadelman's God
- Krótka forma: James P. Blaylock(inne języki) Paper Dragons
- Osiągnięcie życia: Avram Davidson: The Phoenix and the Mirror, Vergil in Averno

### 1985
- Powieść: (ex aequo)
  - Barry Hughart(inne języki) Bridge of Birds
  - Robert Holdstock Las ożywionego mitu(inne języki) (Mythago Wood)
- Opowiadanie: Geoff Ryman The Unconquered Country
- Krótka forma: (ex aequo)
  - Alan Ryan(inne języki): The Bones Wizard
  - Scott Baker(inne języki): Still Life with Scorpion
- Osiągnięcie życia: Theodore Sturgeon: Without Sorcery, E Pluribus Unicorn

### 1984
- Powieść: John M. Ford(inne języki) The Dragon Waiting
- Opowiadanie: Kim Stanley Robinson Black Air
- Krótka forma: Tanith Lee Elle Est Trois, (La Mort)
- Osiągnięcie życia: (ex aequo)
  - L. Sprague de Camp: The Goblin Tower, Land of Unreason
  - Richard Matheson: Bid Time Return, Jestem legendą (I Am Legend)
  - E. Hoffmann Price: Przez bramy srebrnego klucza (Through the Gates of the Silver Key), Far Lands, Other Days
  - Jack Vance: cykle Umierająca Ziemia(inne języki) (The Dying Earth), Lyonesse(inne języki)
  - Donald Wandrei(inne języki): The Web of Easter Island, Strange Harvest (omówił przyjęcia nagrody)

### 1983
- Powieść: Michael Shea(inne języki) Nifft the Lean
- Opowiadanie: (ex aequo)
  - Charles L. Grant(inne języki) Confess the Seasons
  - Karl Edward Wagner: Beyond Any Measure
- Krótka forma: Tanith Lee The Gorgon
- Osiągnięcie życia: Roald Dahl: Kuba i ogromna brzoskwinia(inne języki) (James and the Giant Peach), Charlie i fabryka czekolady (Charlie and the Chocolate Factory)

### 1982
- Powieść: John Crowley Małe, duże (Little, Big)
- Opowiadanie: Parke Godwin(inne języki) The Fire When It Comes
- Krótka forma: (ex aequo)
  - Dennis Etchison(inne języki): The Dark Country
  - Stephen King: Do the Dead Sing?
- Osiągnięcie życia: Italo Calvino: Baron drzewołaz (Il barone rampante/The Baron in the Trees), Zamek krzyżujących się losów (Il castello dei destini incrociati/The Castle of Crossed Destinies)

### 1981
- Powieść: Gene Wolfe Cień kata (The Shadow of the Torturer)
- Krótka forma: Howard Waldrop(inne języki) Szkaradne kuraki The Ugly Chickens”
- Osiągnięcie życia: C.L. Moore: Jirel of Joiry, Northwest of Earth

### 1980
- Powieść: Elizabeth A. Lynn Wieża czat(inne języki) (Watchtower)
- Krótka forma: (ex aequo)
  - Ramsey Campbell: Mackintosh Willy
  - Elizabeth A. Lynn: The Woman Who Loved the Moon
- Osiągnięcie życia: Manly Wade Wellman(inne języki): Worse Things Waiting, Who Fears the Devil?

### 1979
- Powieść: Michael Moorcock Gloriana(inne języki) (Gloriana)
- Krótka forma: Avram Davidson Naples
- Osiągnięcie życia: Jorge Luis Borges: Ogród o rozwidlających się ścieżkach(inne języki) (El jardin de los senderos que se bifurcan/The Garden of Forking Paths), Fikcje (Ficciones)

### 1978
- Powieść: Fritz Leiber Our Lady of Darkness
- Krótka forma: Ramsey Campbell The Chimney
- Osiągnięcie życia: Frank Belknap Long(inne języki): The Hounds of Tindalos, The Horror from the Hills

### 1977
- Powieść: William Kotzwinkle(inne języki) Doctor Rat
- Krótka forma: Russell Kirk There’s a Long, Long Trail A-Winding
- Osiągnięcie życia: Ray Bradbury: Słoneczne wino(inne języki) (Dandelion Wine), Człowiek ilustrowany(inne języki) (The Illustrated Man)

### 1976
- Powieść: Richard Matheson Bid Time Return
- Krótka forma: Fritz Leiber Belsen Express
- Osiągnięcie życia: Fritz Leiber: Porzucam kośćmi (Gonna Roll the Bones), Zobaczyć Lankmar i umrzeć(inne języki) (Ill Meet in Lankhmar)

### 1975
- Powieść: Patricia A. McKillip Zapomniane bestie z Eldu(inne języki) (The Forgotten Beasts of Eld)
- Krótka forma: Robert Aickman Pages from a Young Girl's Journal
- Osiągnięcie życia: Robert Bloch: Psychoza (Psycho), Pociąg do piekła (That Hell-Bound Train)